# Steve Ballmer
Steven (Steve) Anthony Ballmer (* 24. března 1956 Detroit, Michigan, USA) je americký manažer. Od ledna 2000 do února 2014 byl výkonným ředitelem společnosti Microsoft.
Narodil se v Detroitu, jeho matka je židovského původu a jeho otec švýcarský imigrant. Po Robertu Goizuetovi se stal druhým miliardářem[kdy?] (v amerických dolarech) na základě akciových opcí, které obdržel jako zaměstnanec společnosti, v níž nebyl zakladatelem ani příbuzným zakladatele. Podle magazínu Forbes se řadí mezi nejbohatší lidi světa, když obsadil 9. místo s celkovým majetkem 71,8[zdroj⁠?!] miliard USD (2020). Je znám svojí vášní při vyjadřování svého nadšení.

## Osobní život
V roce 1990 se oženil s Connie Snyder, se kterou má tři syny.